# TopShopping
O TopShopping (ou Top Shopping Nova Iguaçu) é um centro comercial e cultural localizado na cidade de Nova Iguaçu, na Baixada Fluminense, Rio de Janeiro. Inaugurado em 28 de outubro de 1996, destaca-se por ter sido o primeiro shopping da cidade e o segundo da Baixada Fluminense.

## História
O TopShopping, inaugurado em 28 de outubro de 1996, destaca-se como o primeiro centro comercial de Nova Iguaçu e o segundo da Baixada Fluminense. Localizado no centro da cidade, o shopping possui três pisos de lojas, um dedicado ao cinema e três níveis de estacionamento, totalizando 1.173 vagas. Sua Área Bruta Locável é de 34.317 m².
Em 2018, o shopping passou a permitir a entrada de animais no estabelecimento, tornando-se um dos primeiros shoppings da Baixada Fluminense a liberar a presença de pets acompanhados de seus donos.

### Expansão
Em 22 de novembro de 2016, o TopShopping passou por um processo de expansão, ampliando suas instalações de 18 mil metros quadrados para os atuais 34 mil. Essa expansão proporcionou mais opções de compras, cultura e gastronomia para os frequentadores. A obra de expansão ajudou a revitalizar os locais ao redor do shopping também, como a melhoria dos asfaltos, melhoria nas calçadas e novos semáforos adicionados ao redor do shopping. A expansão também trouxe as atuais salas de cinema da Kinoplex, com capacidade total de 1.316 espectadores o cinema conta com 6 salas que inclui também salas para filmes 3D.

### Eventos culturais
O TopShopping é conhecido por realizar diversos eventos culturais ao longo dos anos, consolidando-se como o primeiro grande centro de eventos culturais da cidade. O shopping já promoveu festivais gastronômicos, apresentações de dança e até eventos de luta, como a realização da décima edição do Gringo Super Fight, um torneio de MMA na Baixada Fluminense realizado em 2014, que contou com a participação do lutador Evangelista Cyborg.

### Covid 19
Durante a pandemia de Covid-19, o TopShopping tornou-se um ponto de testagem e vacinação contra o vírus. Por muito tempo, foi o único local da cidade a oferecer vacinação no formato drive-thru.

### Segurança
Em julho de 2017, seis criminosos armados invadiram o shopping para assaltar a loja da Samsung. Eles roubaram equipamentos eletrônicos, como smartphones e notebooks, e houve troca de tiros com os seguranças durante a fuga, mas ninguém ficou ferido.
Em novembro de 2022, a loja oficial do Vasco da Gama também foi alvo de um roubo. Os criminosos usaram um decodificador para abrir as portas e levaram grande parte dos produtos disponíveis na loja.
Em julho de 2024, um grupo de 13 pessoas ficaram presas em um elevador do shopping devido a uma pane elétrica no equipamento. O resgate foi realizado pelos bombeiros após mais de uma hora de espera.
Em fevereiro de 2025, um homem roubou 30 pares de alianças em uma joalheria dentro do shopping.

### Relação com a prefeitura
O TopShopping está localizado ao lado da Prefeitura de Nova Iguaçu, e frequentemente serve como parceiro para ações voltadas à população da cidade. O espaço já foi utilizado para diversas campanhas e serviços públicos, incluindo feiras de adoção de animais, exposições de artesanato e como ponto oficial de vacinação, especialmente durante campanhas de saúde pública. Essa proximidade facilita o acesso da população a iniciativas importantes da prefeitura.

## Venda
Em maio de 2024, a construtora Marcellino Martins adquiriu o TopShopping da antiga proprietária, ALLOS, por 111,5 milhões de reais. A nova gestão anunciou planos para a construção de 10 novas lojas no shopping, incluindo academias e restaurantes.